# Xanthopimpla naenia
Xanthopimpla naenia är en stekelart som beskrevs av Morley 1913. Xanthopimpla naenia ingår i släktet Xanthopimpla och familjen brokparasitsteklar. Inga underarter finns listade i Catalogue of Life.